# ديفيد في. أندرسون
ديفيد في. أندرسون هو سياسي أمريكي، ولد في 4 سبتمبر 1899 في كوينسي في الولايات المتحدة، وتوفي في 3 سبتمبر 1979. نشط حزبياً في الحزب الجمهوري.